# Centre de préparation à l'administration générale
Le Centre de préparation à l'administration générale (abrégé CPAG) est un centre de formation universitaire public pour la préparation des concours administratifs de la fonction publique française. 
Les CPAG sont intégrés dans les Instituts d'études politiques (IEP). Ils remplissent les mêmes rôles que les Instituts de préparation à l'administration générale (IPAG), mais, à leur différence, ils ne sont pas rattachés à une Faculté mais sont des structures faisant partie intégrante des Instituts d’Études Politiques.
Il existe actuellement 5 CPAG.

## Liste des institut d'études politiques  proposant un centre de préparation à l'administration générale
- Institut d'études politiques d'Aix-en-Provence
- Institut d'études politiques de Bordeaux
- Institut d'études politiques de Grenoble
- Institut d'études politiques de Lyon
- Institut d'études politiques de Toulouse